# De Johnsons
De Johnsons is een Nederlandse horrorfilm uit 1992 van Rudolf van den Berg. De film werd genomineerd voor een Fantasy film Award op het Porto filmfestival (Portugal), de muziek van Patrick Seymour werd op het Avoriaz filmfestival (Frankrijk) bekroond als de beste soundtrack en op het Imagfic filmfestival in Spanje werd er een prijs overhandigd voor de special effects. De Johnsons was de laatste Nederhorrorfilm van de twintigste eeuw.
De titel verwijst naar de achternamen van de zeven broers, die allemaal geboren zijn met hulp van de Amerikaanse dokter Johnson. Oorspronkelijk was het idee om de film "First Blood" te noemen, verwijzend naar de eerste keer dat het personage Emalee ongesteld wordt tijdens de film.

## Verhaal
Victoria Lucas (Monique van de Ven) is een alleenstaande moeder die met haar tienerdochter Emalee (Esmée de la Bretonière) in een appartement woont. Emalee is verwekt middels reageerbuisbevruchting, waarbij ene dokter Johnson geassisteerd heeft. De dokter heeft echter niet alleen Emalee tot leven gewekt, maar in het geheim de eicellen van Victoria ook gebruikt om zeven jongetjes te maken.
Wanneer Emalee 14 jaar wordt, wil haar moeder haar trakteren op een kampeervakantie in de Biesbosch. Vanaf haar veertiende verjaardag, die gepaard gaat met het voor het eerst ongesteld worden van het meisje, krijgt Emalee echter last van nachtmerries, waarin zeven identieke mannen voorkomen die haar willen bevruchten.

## Rolverdeling
| Acteur                 | Personage          |
| ---------------------- | ------------------ |
| Monique van de Ven     | Victoria Lucas     |
| Esmée de la Bretonière | Emalee Lucas       |
| Kenneth Herdigein      | Professor Keller   |
| Rik Van Uffelen        | De Graaf           |
| Otto Sterman           | vader Keller       |
| Olga Zuiderhoek        | Angela             |
| Nelly Frijda           | Tante van Peter    |
| Miguel Stigter         | Johnson 1, Bossie  |
| Diederik van Nederveen | Johnson 2, Dakkie  |
| Erik van Wilsum        | Johnson 3, Tellie  |
| Marcel Colin           | Johnson 4, Droppie |
| Nathan Moll            | Johnson 5, Kniffie |
| Jan-Mark Wams          | Johnson 6, Koppie  |
| Michel Bonset          | Johnson 7, Kurkie  |
| Kees Hulst             | Jansma             |
| Johan Leysen           | Majoor Jansma      |
| Carol van Herwijnen    | Burgemeester       |
| Ewoud Poerink          | Peter              |

## Informatie over de productie
- Regisseur: Rudolf van den Berg
- Producent: Chris Brouwer
- Scenario: Leon de Winter
- Verhaal: Ruud van Hemert
- Maatschappij: Meteor Film
- Genre: thriller
- Leeftijd: 16 jaar
- Duur: 93 min

## Documentaire
In 2017, 25 jaar na het uitkomen van De Johnsons, verscheen de documentaire XANGADIX LIVES! van Bram Roza en Yfke van Berckelaer. Een groot deel van de cast en crew werkten hier aan mee en blikten terug op deze cultfilm en zijn bijzondere ontstaansgeschiedenis.